# Louder Than Love
Louder Than Love — другий студійний альбом Soundgarden випущений 5 вересня 1989 року. Незабаром після турне на підтримку свого дебютного альбому, Ultramega OK, гурт підписав контракт з лейблом A&M і розпочав запис диска. Louder Than Love був першим альбомом гурту, який потрапив до чарту Billboard 200. Це був останній альбом з Хіро Ямамото, басистом і засновником гурту.

## Запис
Альбом записувався на студії London Bridge, розташованій в Сієтлі, штат Вашингтон, з грудня 1988 до січня 1989 року. Група увійшла в студію одразу після гастролей з першим альбомом «Ultramega OK». Альбом був зміксований Стівом Томпсоном і Майклом Барб'єро. Під час сесії Ямамото розчарувався і вийшов з групи.
Згадуючи сесію, Кріс Корнелл так прокоментував вихід Ямамото: «У той час Хіро віддалився від команди і не було ніякої хімії між нами під час написання музики», додавши що під час запису «було багато занепокоєння, гніву, розчарування … але це не має ніякого відношення до Террі, він був дуже корисним». Нарешті, після запису альбому Ямамото покинув групу вважаючи свій внесок надто малим і для того, щоб закінчити середню школу .

## Музика і текст
Steve Huey з Allmusic писав, що Soundgarden «зробив крок до мейнстрімного хеві-металу, з повільним, цокольним рифом під прапором Black Sabbath / Led Zeppelin і високим співом Корнелла». У цей час команда намагалася уникнути ярлика «важкого металу». Кім Thayil сказав, що  «Soundgarden більше схильна до впливу британських груп, таких як Killing Joke і Bauhaus». Корнелл заявив що «звучання групи дає достатньо підстав віднести музику до швидкого-металу, однак, це скоріше на важкий рок-метал».
Деякі з пісень альбому є нетрадиційні щодо підписів часу. Наприклад, «Get on the Snake», грав у дев'яти квартах, а «I Awake» використовує 4/4, 6/4, 9/8, 11/8, і 14/8. «The Gun» має багато змін і темпів, особливо в середині пісні. Більшість пісень грають на гітарах, налаштованих на лад D.

## Творці
- Кріс Корнелл — вокал, гітара
- Кім Таїл — гітара
- Хіро Ямамото — бас
- Метт Кемерон — барабани

## Трек-лист
Автор слів Кріс Корнелл, окрім зазначених, автор музики Корнелл, окрім зазначених. 
| #     | Назва                 | Автор слів      | Автор музики | Тривалість |
| ----- | --------------------- | --------------- | ------------ | ---------- |
| 1.    | «Ugly Truth»          |                 |              | 5:26       |
| 2.    | «Hands All Over»      |                 | Кім Таїл     | 6:00       |
| 3.    | «Gun»                 |                 |              | 4:42       |
| 4.    | «Power Trip»          |                 | Хіро Ямамото | 4:11       |
| 5.    | «Get on the Snake»    |                 | Таїл         | 3:44       |
| 6.    | «Full on Kevin's Mom» |                 |              | 3:37       |
| 7.    | «Loud Love»           |                 |              | 4:57       |
| 8.    | «I Awake»             | Кейт Макдональд | Ямомото      | 4:21       |
| 9.    | «No Wrong No Right»   |                 | Ямамото      | 4:48       |
| 10.   | «Uncovered»           |                 |              | 4:32       |
| 11.   | «Big Dumb Sex»        |                 |              | 4:11       |
| 12.   | «Full On» (Reprise)   |                 |              | 2:42       |
| 53:15 |                       |                 |              |            |